# Парижское евангелическое миссионерское общество
Парижское евангелическое миссионерское общество (фр. Société des Missions évangéliques de Paris, др. название фр. Mission de Paris, SMEP) — это протестантская миссионерская ассоциация.

## История

### Основание
Общество основано в 1822 году в Париже под эгидой Реформатской церкви Франции, и объединяло протестантов движения «Пробуждение» (фр. Réveil). Общество открыло несколько регионов деятельности, в частности, в Африке (Лесото) и Океании. Церкви, основанные в этих регионах, были организованы по аналогии с реформатской церковью вранции, с синодальной и пресвитерианской системой церковного управления.

### Разделение
В 1964 году дочерние церкви, основанные миссионерами общества, предложили изменить тон отношений с материнской церковью. Они желали «интеграции миссионерской церкви с материнской церковью» (фр. l'intégration de la Mission à l'Église). Эта цель была реализована в 1970 году, когда на смену общества пришли две новые организации:
- Сообщество миссионерских церквей (фр. Communauté évangélique d'action apostolique, впоследствии фр. Communauté d'Églises en Mission, CÉVAA — федерация сестринских церквей, состоящая из пяти лютеранских и реформатских церквей Франции, Италии, Швейцарии, берущих свое начало в миссионерской работе общества[6].
- Протестантская миссионерская служба (фр. Département évangélique français d'action apostolique, впоследствии фр. Service protestant de mission, DÉFAP) — общее миссионерское служение пяти религиозных организаций в составе «Сообщества миссионерских церквей» со штаб-квартирой в бывшей резиденции «Парижского евангелического миссионерского общества»[7].

Служба продолжает издавать ежемесячный журнал Journal des Missions évangéliques.

## Внешние ссылки
- Сообщество миссионерских церквей (Cévaa)
- Протестантская миссионерская служба (Défap)
- Архив Парижского евангелического миссионерского общества